# كاستانيي (إفروس)
كاستانيي (Καστανέαι) هي مدينة في إفروس في مقاطعة فوريا إلادا في اليونان.
يبلغ عدد سكانها حوالي 1136 نسمة.